# Lamim

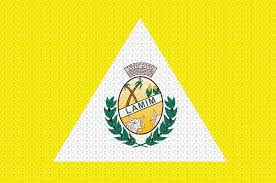
Cidade das rosas e jasmim.

Lamim é um município brasileiro do estado de Minas Gerais.

## Geografia
Conforme a classificação geográfica mais moderna (2017) do IBGE, Lamim é um município da Região Geográfica Imediata de Conselheiro Lafaiete, na Região Geográfica Intermediária de Barbacena.

## História
Os primeiros habitantes da região hoje compreendida como Lamim eram os indigenas puris. A colonização da região iniciou-se em 1710, quando os açorianos Francisco de Souza Rego, Pedro José Rosa e José Pires Lamim, provenientes de Itaverava, fundaram o povoado.
As margens do ribeirão Lamim se erigiu um arraial. Conta-se que Francisco de Souza Rego teria balançado uma bandeira do divino espirito santo, assim que fixou bases no local.
O lugar tomou o nome de um dos seus fundadores, José Pires Lamim, que faleceu aos 25 anos de idade, cuja primitiva capela, homenageando o Divino Espirito Santo, foi erigida sobre sua sepultura, com provisão de 04 de julho de 1760 dada por D. Frei Manoel da Cruz, para, assim, perpetuar sua memória.
Os proprietários da fazenda do Lamim, Francisco de Souza Rego e sua mulher, Ana Maria da Assunção, erigiram outra capela dedicada ao Espírito Santo, em virtude de ter-se arruinado a primeira. A provisão para esta segunda capela data de 06 de junho de 1769. Em 12 de setembro de 1781 foi benta a capela.
O povoado foi elevado a distrito em 1768, fazendo parte, até 1790, ao termo de São José del Rei. Posteriormente a 1790 o distrito se vinculou ao termo de Queluz. Em ambos os casos era submetida a comarca do rio das Mortes. Em 1831, todo o termo da vila de Queluz passou a pertencer a comarca de Ouro Preto. Em 1872 foi criada a comarca de Queluz.
Lamim permaneceu como parte do Queluz até 1938, quando passou a ser um distrito do recém criado município de Rio Espera. A cidade conseguiu a sua emancipação política apenas em 1962, pela lei estadual 2.764.
Foi descoberto ouro nas terras da fazenda, o que atraiu uma grande população para explorar o mineral. Mesmo com esse pequeno surto minerador, a região foi fundamentalmente agrária. Sua economia se baseia, até os dias atuais, na agricultura de subsistência e na pequena pecuária leiteira.

## Cultura
A cultura lamiense em muito deve-se a seus povos formadores: os indígenas, africanos e europeus. A herança indígena permanece nos modos de vida, na alimentação, no plantio, etc. 

### Festa do Padroeiro
Dedicado ao Divino Espírito Santo, a festa sobressai-se como umas das principais atrações de Lamim, congregando a população católica do distrito. Ela é realizada há mais de 300 anos. Justamente dessa festa surgiu a lenda popular mais famosa da cidade. Segundo ela, todos os anos era feita uma grande festa em honra do padroeiro. O festeiro era sorteado e fazia toda a festa por sua conta. Certa vez, a sorte caiu em um agricultor muito humilde. Para não fugir à tradição, ele resolveu fazer uma plantação de feijão destinada a cobrir as despesas da festa. Ao visitar a lavoura, foi grande a surpresa quando notou que todas as folhinhas espelhavam a imagem do Divino. A colheita foi grande, e lhe rendeu dinheiro suficiente para fazer uma bela festa ao padroeiro.

### Festa do Rosário
Em outubro de todos os anos é realizada a novena em homenagem a Nossa Senhora do Rosário. Festa essa, que reúne a tradição católico-portuguesa com simbolismos de matriz africana. Visto que a Irmandande do Rosário era, durante o Brasil Colônia e Império, frequentada por pessoas negras - pretos ou pardos. A presença dos grupos de congadas e a devoção fervorosa do povo laminense dão o tom do evento. Toda comunidade participa, inclusive as comunidades escolares.

### Congadas e Folias de Reis
Dois eventos culturais revelam a musicalidade do povo laminense: o Congado e a Fólia de Reis.
O congado, congo ou congada mescla cultos católicos europeus com práticas de matriz africana, em um movimento sincrético. É uma dança que representa a coroação do rei do Congo, acompanhado de um cortejo compassado, cavalgadas, levantamento de mastros e música. Os instrumentos musicais utilizados são a cuíca, a caixa, o pandeiro, o reco-reco, típicos da musicalidade afro-brasileira. Ocorre em várias festividades ao longo do ano, mas especialmente no mês de outubro, na festa de Nossa Senhora do Rosário. O ponto alto da festa é a coroação do rei do Congo.
Na celebração de festas aos santos, onde a aclamação é animada através de danças, com muito batuque de zabumba, há uma hierarquia, onde se destaca o rei, a rainha, os generais, capitães, etc. São divididos em turmas de números variáveis, chamados ternos. Os tipos de ternos variam de acordo com sua função ritual na festa e no cortejo: Moçambiques, Catupés, Marujos, Congos, Vilões e outros.
Folia de Reis é um festejo de origem portuguesa ligado às comemorações do culto católico do Natal. Na tradição católica, a passagem bíblica em que Jesus foi visitado por reis magos, converteu-se na tradicional visitação feita pelos três "Reis Magos", denominados Melchior, Baltazar e Gaspar, os quais passaram a ser referenciados como santos a partir do século VIII.
Fixado o nascimento de Jesus Cristo a 25 de dezembro, adotou-se a data da visitação dos Reis Magos como sendo o dia 6 de janeiro. As canções são sempre sobre temas religiosos, com exceção daquelas tocadas nas tradicionais paradas para jantares, almoços ou repouso dos foliões, onde acontecem animadas festas com cantorias e danças típicas regionais, como catira, moda de viola e cateretê. Contudo ao contrário dos Reis da tradição, o propósito da folia não é o de levar presentes mas de recebê-los do dono da casa para finalidades filantrópicas, exceto, obviamente, as fartas mesas dos jantares e as bebidas que são oferecidas aos foliões.